# Casa Cohen
La Casa Cohen es un histórico edificio ubicado en Iquitos, Perú. Fue construido por Jaime Cohen, uno de los primeros judíos que llegaron a la ciudad en 1896. Durante la Fiebre del Caucho, ha servido como un importante local comercial que importaba productos europeos y exportaba caucho.
Localizado en el Jirón Próspero del Centro Histórico de Iquitos, el edificio está constituido por una sola planta con una fachada adornada por portales, rematados por arcos de medio punto. Está destacado por una cubierta de azulejos esmaltados pintados de celeste.
Actualmente, sirve como sede para Supermercados Los Portales, el cual toma su nombre de la hilera de portales del edificio.